# Appie van Olst
Abraham van Olst, detto Appie (Amsterdam, 24 settembre 1897 – Amsterdam, 9 aprile 1964), è stato un pallanuotista olandese.
Ha fatto parte dei Paesi Bassi che raggiunse i quarti di finale ai Giochi di Amsterdam 1928, giocando tutte le partite nel ruolo di portiere.